# Bouclier Whipple

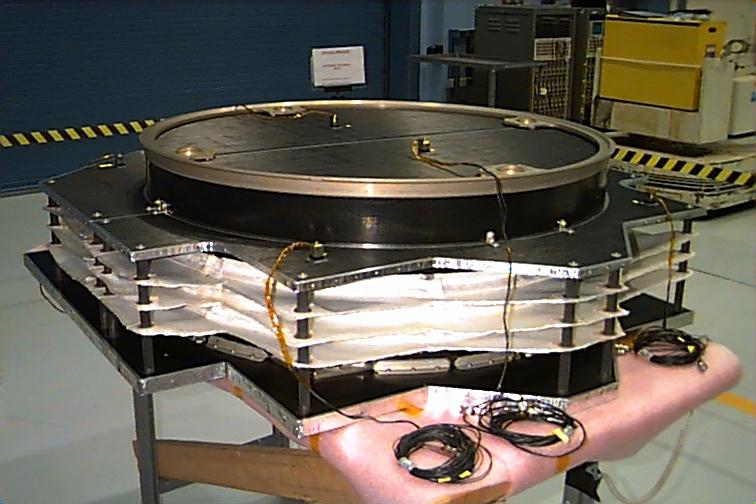
Bouclier Whipple utilisé sur la sonde Stardust de la NASA

Le bouclier Whipple, inventé par Fred Whipple, est un type de bouclier utilisé pour protéger les vaisseaux spatiaux habités et non habités contre les impacts de micrométéorites hypervéloces et les débris orbitaux dont les vitesses varient généralement entre 3  et   18 kilomètres par seconde.

## Description

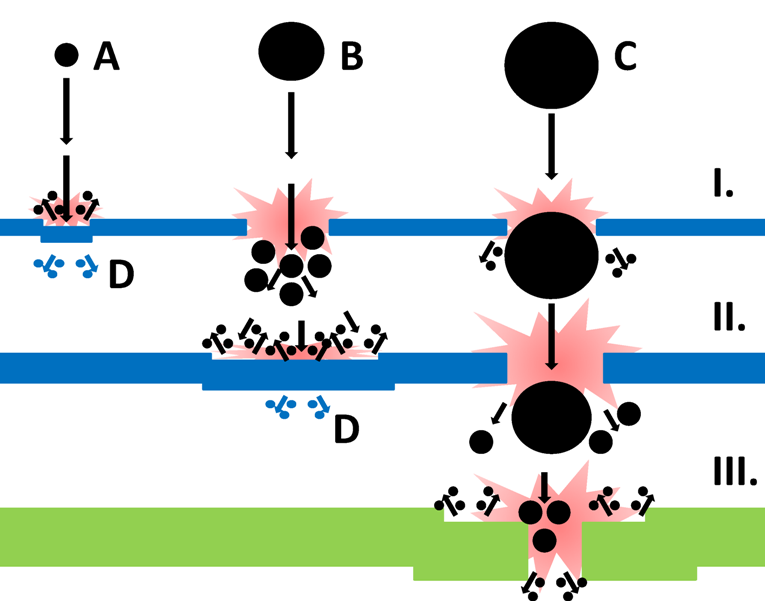
Illustration du fonctionnement d'un bouclier Whipple (qui comporte ici trois couches) en fonction de la taille du débris.

Contrairement aux blindages monolithiques des premiers engins spatiaux, le bouclier Whipple se compose d'une plaque relativement mince côté extérieur placée à une certaine distance de la paroi du vaisseau spatial. Cela améliore la protection pour une masse donnée de blindage (la masse est critique pour un engin spatial), mais aussi augmente l'épaisseur des parois des engins spatiaux, ce qui peut poser un problème pour les satellites car la place de la coiffe du lanceur est limitée. 
L'avantage de ce type de bouclier vient du fait que la première paroi fragmente la particule incidente et disperse les fragments sur une plus grande surface lorsqu'elle vient frapper la paroi interne, réduisant les dégâts.
Il existe plusieurs variantes basées sur le bouclier Whipple simple. Le bouclier Multichoc, comme celui utilisé sur la sonde Stardust, utilise plusieurs plaques minces espacées pour augmenter la capacité du bouclier à protéger les engins spatiaux. 
Les boucliers Whipple qui ont un remplissage entre les couches rigides sont appelés « boucliers Whipple farcis ». Le remplissage de ces boucliers est généralement un matériau à haute résistance comme le Kevlar ou Nextel. Le matériau, l'épaisseur et la distance entre couches sont choisis afin de produire un bouclier ayant une masse minimale tout en permettant, également, de minimiser la probabilité de pénétration. Il y a plus de 100 configurations de boucliers sur la Station spatiale internationale, les zones à risque étant revêtues d'un meilleur blindage.

## Mise en œuvre sur la Station spatiale internationale
Sur la face avant (la plus exposée car dans le sens de déplacement) des modules de la Station spatiale internationale qui orbite autour de la Terre à une altitude comprise entre 300 et 400 kilomètres, la protection est constituée par un bouclier Whipple de 4 à 5 couches de matériaux (aluminium, kevlar, nextel, isolant thermique multi-couche) plus ou moins espacées et plus ou moins épaisses (cf schéma ci-dessous). Le tout forme avec la coque pressurisée  en aluminium du module de 4,8 mm d'épaisseur  un mille-feuille de 11,4 cm d'épaisseur.

Le bouclier Whipple sur la station spatiale internationale
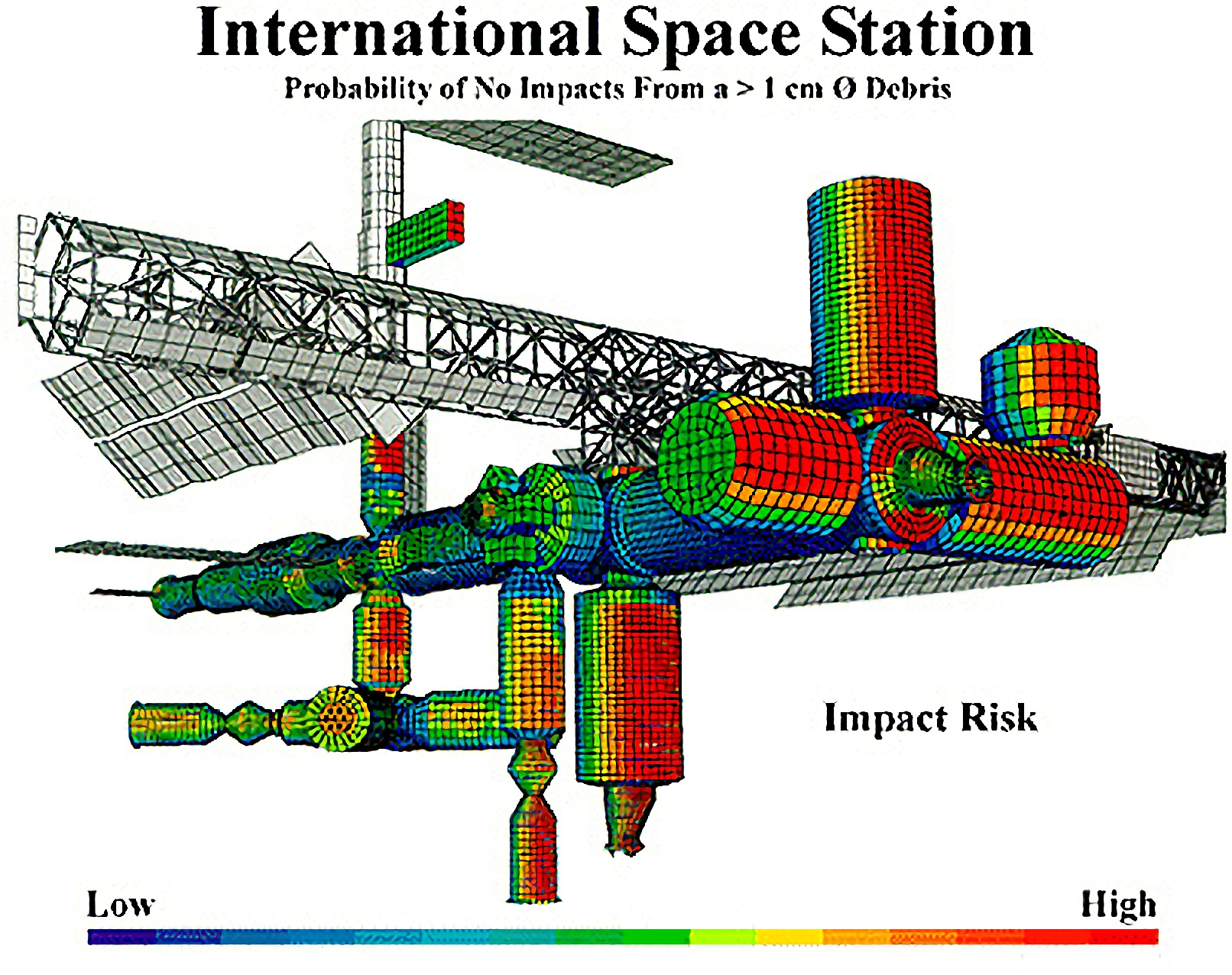
Les parties de la station spatiale internationale les plus exposées à un risque de collision avec un débris spatial (en rouge) sont celles qui sont situées sur sa face avant (dans le sens du déplacement). Elles sont plus lourdement protégées.
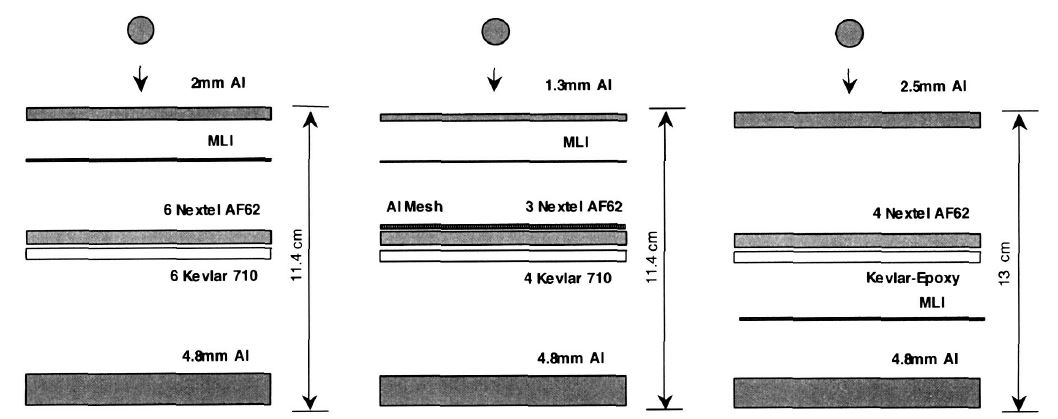
Structure des boucliers Whipple anti-débris (et micro météorides) de la Station spatiale internationale installés sur les faces avant des modules américains (à gauche), japonais (Kibo au centre) et européen (à droite Columbus).